# محمد علی طلعت
محمد علی طلعت (به ترکی استانبولی: Mehmet Ali Talat) (زاده ۶ ژوئیه ۱۹۵۲ در کایرنیا) دومین رئیس‌جمهور جمهوری ترک قبرس شمالی می‍باشد.
محمد علی طلعت پس از رئوف دنکتاش و قبل از درویش اروگلو به مدت ۵ سال رئیس‌جمهور جمهوری ترک قبرس شمالی بود.

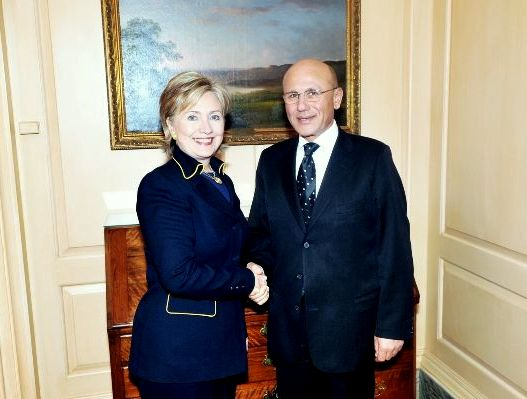
طلعت در دیدار با هیلاری کلینتون در ۱۵ آوریل ۲۰۰۹ واشینگتن